# Romeo Galán
Romeo Galán, född 7 juni 1933, är en argentinsk friidrottare. Han deltog vid olympiska sommarspelen 1952.